# Faragó Kajetán
Faragó Kajetán (Tata, 1812. december 1. – Imreg, 1879. december 25.) minorita rendi szerzetes, házfőnök, költő.

## Élete
Hitszónok, segédlelkész és gimnáziumi tanár volt Aradon, Nagybányán, Miskolcon; azután gimnáziumi igazgató Nagybányán, házfőnök, rendi titkár és tanácsos, végül pedig újból házfőnök.

## Munkái
1848-ban Szőllőssy szerint, alkalmi versezetet adott ki. (Szőllőssy Károly, Szerzetes rendek I. 186. lap)